# Olej popirolityczny
Olej popirolityczny (od gr. piroliza 'rozkład pod wpływem ognia') – półprodukt chemiczny pochodzący z produkcji olefin (krakowanie parowe). Olej popirolityczny jest produktem  niestandaryzowanym, ubocznym. Producent deklaruje jego lepkość i gęstość jako wartości zmienne w dużym przedziale, niestabilne.
Wartość opałowa i zawartość siarki nie są przez producenta normowane, bowiem olej popirolityczny nie jest olejem opałowym, a jedynie półproduktem do jego komponowania. Stosowany jest również jako produkt handlowy np. do produkcji sadzy i żywic.
Wyjątkowo olej popirolityczny może pełnić rolę zamiennika oleju opałowego (pod warunkiem, że spełnia normy przewidziane dla oleju opałowego). Niemniej należy mieć na uwadze, że stosowanie paliwa o zmiennych parametrach spowoduje zmianę warunków spalania. W niezautomatyzowanych kotłowniach będzie wymagać to zmiany nastawienia palnika (pod groźbą pogorszenia składu spalin).
Przykładowe deklarowane właściwości oleju popirolitycznego
- lepkość: 7–36,2 cSt
- gęstość: 0,880–1,100 g/cm³
- wartość opałowa: 39–42 MJ/kg
- zawartość siarki: 0,3–1,0% wagowych